# Gysin-Sequenz
Die Gysin-Sequenz ist in der Mathematik, genauer in der Algebraischen Topologie, eine lange exakte Sequenz, welche die Kohomologieklassen von Basis, Faser und Totalraum eines Sphärenbündels miteinander in Beziehung setzt. Eine Anwendung stellt die Berechnung der Kohomologie aus der Eulerklasse (und umgekehrt) eines Sphärenbündels dar.
Die Sequenz wurde 1942 durch Werner Gysin eingeführt.

## Definition
Sei {\displaystyle E} ein orientiertes Sphärenbündel, {\displaystyle M} die zugehörige Basis, {\displaystyle S^{k}} die typische Faser und {\displaystyle \pi :E\longrightarrow M} die Projektionsabbildung.
Einem solchen Bündel kann man eine Kohomologieklasse {\displaystyle e} vom Grad {\displaystyle k+1} zuordnen, die man als Euler-Klasse des Bündels bezeichnet.
Die Projektionsabbildung {\displaystyle \pi } auf die Basis induziert eine Abbildung in der Kohomologie {\displaystyle H^{*}}, den sogenannten Pullback {\displaystyle \pi ^{*}:H^{*}(M)\longrightarrow H^{*}(E)}. Weiterhin gibt es einen „Pushforward“ genannten Homomorphismus {\displaystyle \pi _{*}:H^{n}(E)\rightarrow H^{n-k}(M)}.
Gysin zeigte, dass die folgende lange Sequenz exakt ist:
{\displaystyle \ldots \longrightarrow H^{n}(E)\longrightarrow ^{\!\!\!\!\!\!\!\pi _{*}}H^{n-k}(M)\longrightarrow ^{\!\!\!\!\!\!\!e\wedge }H^{n+1}(M)\longrightarrow ^{\!\!\!\!\!\!\!\pi ^{*}}H^{n+1}(E)\longrightarrow \ldots }
Am einfachsten lässt sich die Sequenz in De-Rham-Kohomologie beschreiben. Hier sind die Kohomologieklassen durch Differentialformen gegeben, die Eulerklasse kann also durch eine {\displaystyle k+1}–Form dargestellt werden. Die Pushforward-Abbildung ist durch faserweise Integration von Differentialformen auf der Sphäre gegeben und {\displaystyle \wedge } in der Sequenz bezeichnet das äußere Produkt von Differentialformen. In integraler Kohomologie dagegen kann man den Pushforward nicht mehr als Integration auffassen und das Wedgeprodukt muss durch das Cup-Produkt ersetzt werden.